# 石山修武
石山 修武（いしやま おさむ、1944年4月1日 - ）は、日本の建築家である。早稲田大学理工学部名誉教授、元東北大学非常勤講師、日本建築学会賞、ヴェネツィア・ビエンナーレ金獅子賞、吉田五十八賞など多数受賞。岡山県出身。

## 概要
- スタジオGAYA主催。
- 向風学校顧問。
- エンジニアの川合健二を師と仰ぐ。

## 略歴
- 1962年　早稲田大学高等学院卒業。
- 1966年　早稲田大学理工学部建築学科卒業。
- 1968年　同大学院建設工学科修士課程修了。
- 1968年　設計事務所開設。
- 1988年　早稲田大学教授。
- 2008〜2009年　東北大学非常勤講師。
- 2014年　早稲田大学名誉教授。
- 2014年　設計事務所「スタジオGAYA」開設。

## 受賞歴
- 1985年　吉田五十八賞  （伊豆の長八美術館）（41歳）
- 1995年　日本建築学会賞作品賞  （リアス・アーク美術館）（51歳）
- 1996年　ヴェネツィア・ビエンナーレ国際建築展金獅子賞  （瓦礫の散乱する廃墟）（52歳）
- 1998年　日本文化デザイン賞（54歳）
- 1999年　織部賞（55歳）
- 2002年　芸術選奨文部科学大臣賞  （世田谷村）（58歳）

## 作品
- 1975年　幻庵（31歳）

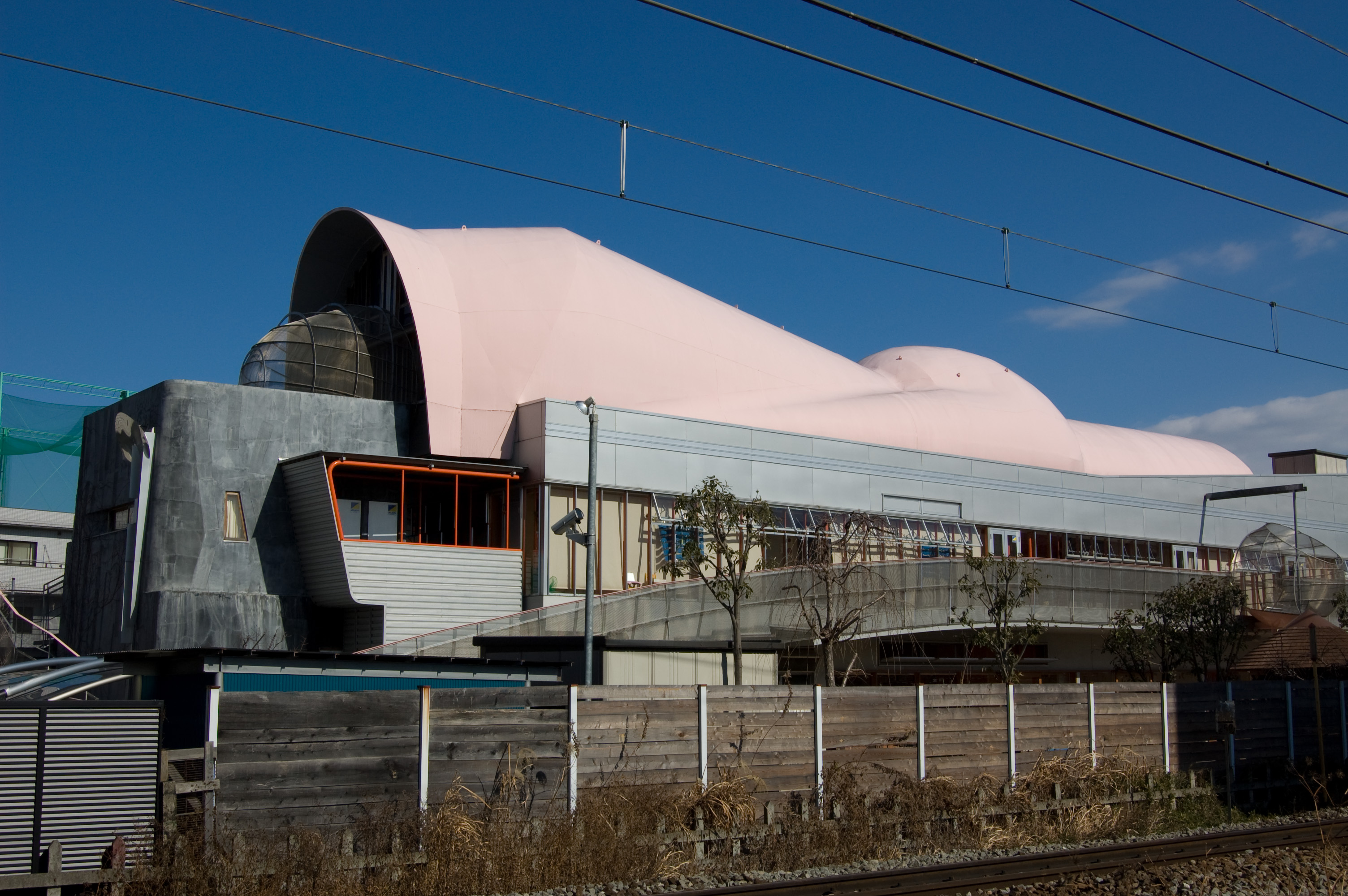
星の子愛児園

- 1984年　伊豆の長八美術館  40歳）
- 1986年　開拓者の家（42歳）
- 1991年　ネクサスワールド（47歳）
- 1994年　リアス・アーク美術館 （50歳）
- 1996年　観音寺（52歳）
- 1997年　松島さかな市場 (宮城県宮城郡松島町松島字普賢堂)（53歳）
- 1998年　鳴子早稲田桟敷湯 （54歳）
- 1998年　東京都北区清掃工場
- 2001年　十勝ヘレン・ケラー記念塔
- 2001年　世田谷村（57歳）
- 2002年　星の子愛児園 （58歳）
- 2006年　ひろしまハウス （62歳）
- 2006年　ひろしまハウス （62歳）
- 2015年　星の子愛児園 増築（71歳）

## 著書
- 『バラック浄土』（相模書房、1982年）
- 『「秋葉原」感覚で住宅を考える』（晶文社、1984年）
- 『職人共和国だより 伊豆松崎町の冒険』（晶文社、1986年）
- 『笑う住宅』（筑摩書房、1986年）[1]
- 『現代建築 空間と方法4』（同朋舎、1986年）
- 『現代の職人』（晶文社、1991年）
- 『住宅病はなおらない』（晶文社、1993年）
- 『世界一のまちづくりだ』（晶文社、1994年）
- 『住宅道楽―自分の家は自分で建てる』（講談社、1997年）
- 『夢のまたゆめハウス』（筑摩書房、1998年）
- 『建築はおもしろい―モノづくりの現場から』（王国社、1998年）
- 『建築家、突如雑貨商となり至極満足に生きる』（デジタルハリウッド出版局、1999年）
- 『石山修武 考える、動く、建築が変わる』（TOTO出版、1999年）
- 『石山修武の設計ノート―現場の声を訊け』（王国社、2003年）
- 『建築がみる夢』（講談社、2008年)
- 『セルフビルド: 自分で家を建てるということ』（交通新聞社、2008年）
- 『生きのびるための建築』（NTT出版、2010年）
- 『セルフビルドの世界: 家やまちは自分で作る』 (筑摩書房、2017年)

## 石山修武研究室出身の建築家・評論家
- 北園徹
- 高木正三郎
- 森川嘉一郎
- 関岡英之
- 坂口恭平
- 四方裕
- 安部良
- 馬場正尊
- 光嶋裕介
- 渡邊大志
- 佐藤研吾
- 芦澤竜一
- 古谷俊一